# Владимировци
Владимировци е село в Североизточна България. То се намира в община Самуил, област Разград.

## История

### Легенда за името на селото
Цар Борис покръстил своя народ и скъсал със старата езическа вяра в Слънцето, за да свърже на ведно българи и славяни. След това сам се покаял и помонашил и се оттеглил в манастир, като оставил за цар сина си Владимир. Княз Владимир обаче намислил да върне старата езическа вяра и започнал да гони християните. Научил се за това бащата, излязъл от манастира, уловил сина си и сурово го наказал. Ослепил го и го затворил в крепостта, която била най-високия рид, над пресъхналата сега река Паламара, при село Владимировци. В крепостта живеели верни на свети цар Борис хора. Камбаните в нея приканвали сутрин и вечер новопокръстените за молитва и покаяние. Светият цар поръчал за издигнат голям каменен кръст пред портата на крепостта и под него да погребат ослепения му син, ако се покае до края на дните си, а ако не стори това, да го заровят извън крепостта без знак и без следа, за да не се запази никакъв спомен за него.
Скръбно минавали дните на последните години на Владимир. Тежко изкупувал той провинението си. С тъга посрещал изгревите, с тъга изпращал залезите на Слънцето и колчем минел покрай каменния кръст, заплаквал, а от безжизнените му очи потичали кървави сълзи. Едничката му радост била да слиза опипом от крепостта до изворчето, което се намирало под крепостта Извора на слепия. А крепостта и селото били наречени Владимировци.

## Личности
- Осман Дуралиев (р. 1939) – български борец, олимпийски медалист

## Редовни събития
Пазарен ден за Владимировци е вторник.

## Спорт
Футболният отбор на селото е основан като физкултурно дружество на 3 февруари 1947 г. под името "Борис Савов" - убит нелегален партизанин на БКП от Владимировци. За първи председател на дружеството е избран Кирил Стойков.
През годините футболният отбор е носил предимно името "Вихър". 
В периода 2013-2015 г. името на отбора е "Орел", а от 2019 г. и в последните години - "Вълци".

## Други
Старото му име е Хабип.